# Дейна Скаллі
Дейна Кетрін Скаллі (англ. Dana Katherine Scully) — персонажка фантастичної франшизи навколо телесеріалу «Цілком таємно», втілена Джилліан Андерсон. Спеціальна агентка ФБР, феміністська ікона. В перекладі телеканалу 1+1 ім'я звучить як Дейна, втім у пізнішому перекладі телеканалу СТБ використовувався варіант Дана.

## Біографія
Особистий номер — 2317616. Номер телефону — (202) 5556431, мобільний — 5550113, пошта: D_Scully@FBI.gov.
Дейна Скаллі народилася 23 лютого 1964 року в католицькій сім'ї ірландського походження Маргарет і Вільяма Скаллі. У неї був старший брат Вільям, старша сестра Меліса, і молодший брат Чарльз. Дитинство провела в Аннаполісі і Сан-Дієго. Її улюбленою книжкою був «Мобі Дік». Батько Дейни служив офіцером військово-морського флоту, помер у 1 сезоні від обширного серцевого нападу, називав її Старбак (англ. Starbuck) — ім'ям першого помічника капітана з «Мобі Діка».
Освіту Скаллі здобула в університеті штату Меріленд, який закінчила зі ступенем бакалавра з фізики. Дипломна робота Скаллі називалася «„Парадокс близнюків“ Ейнштейна: Нова інтерпретація». Після закінчення медичної школи вступила до ФБР, причому робота в бюро їй подобалася, оскільки Скаллі відчувала, що може відзначитися на цьому терені. Рідні не схвалювали її вибору. Працювала судовою патологоанатомкою. Пізніше отримала в напарники Фокса Малдера.
Наприкінці серіалу платонічні стосунки з напарником Малдером стали романтичними. У шостому сезоні в епізоді «Як привиди поцупили Різдво» привид, який знає внутрішню роботу розуму Скаллі, припустив, що джерелом її близькості з Малдером є її бажання завжди довести його неправоту. У фільмі «Секретні матеріали: Хочу вірити», через шість років, живе з Малдером у штаті Вірджинія.
Скаллі католичка; у серії 4х13 «Більше ніколи» вона робить собі татуювання Уробороса на спині. У серії 3x04 «Останній відпочинок Клайда Бракмана» Скаллі бере собі собаку після смерті сусідки Бракмана (померанський шпіц Квікег, англ. Queequeg, на честь ще одного персонажа «Мобі Діка»). Собака гине в епізоді 3x22 «Болото» у пащі крокодила.

## Генеалогічне дерево
| Вільям Скаллі † | Вільям Скаллі † | Вільям Скаллі † | Вільям Скаллі † | Вільям Скаллі † | Вільям Скаллі † |             |             | Маргарет Скаллі † | Маргарет Скаллі † | Маргарет Скаллі † | Маргарет Скаллі † | Маргарет Скаллі † | Маргарет Скаллі † |                  |                  |                  |                  |             |             |              |              |              |              |               |               |               |               |               |               |               |               |               |               |  |  |             |             |             |             |             |             |  |  |  |  |  |  |  |  |  |  |  |  |  |  |  |  |  |  |  |  |  |  |  |  |  |  |  |  |
| Вільям Скаллі † | Вільям Скаллі † | Вільям Скаллі † | Вільям Скаллі † | Вільям Скаллі † | Вільям Скаллі † |             |             | Маргарет Скаллі † | Маргарет Скаллі † | Маргарет Скаллі † | Маргарет Скаллі † | Маргарет Скаллі † | Маргарет Скаллі † |                  |                  |                  |                  |             |             |              |              |              |              |               |               |               |               |               |               |               |               |               |               |  |  |             |             |             |             |             |             |  |  |  |  |  |  |  |  |  |  |  |  |  |  |  |  |  |  |  |  |  |  |  |  |  |  |  |  |
|                 |                 |                 |                 |                 |                 |             |             |                   |                   |                   |                   |                   |                   |                  |                  |                  |                  |             |             |              |              |              |              |               |               |               |               |               |               |               |               |               |               |  |  |             |             |             |             |             |             |  |  |  |  |  |  |  |  |  |  |  |  |  |  |  |  |  |  |  |  |  |  |  |  |  |  |  |  |
|                 |                 |                 |                 |                 |                 |             |             |                   |                   |                   |                   |                   |                   |                  |                  |                  |                  |             |             |              |              |              |              |               |               |               |               |               |               |               |               |               |               |  |  |             |             |             |             |             |             |  |  |  |  |  |  |  |  |  |  |  |  |  |  |  |  |  |  |  |  |  |  |  |  |  |  |  |  |
|                 |                 |                 |                 | Білл Скаллі     | Білл Скаллі     | Білл Скаллі | Білл Скаллі | Білл Скаллі       | Білл Скаллі       |                   |                   | Мелісса Скаллі †  | Мелісса Скаллі †  | Мелісса Скаллі † | Мелісса Скаллі † | Мелісса Скаллі † | Мелісса Скаллі † |             |             | Дейна Скаллі | Дейна Скаллі | Дейна Скаллі | Дейна Скаллі | Дейна Скаллі  | Дейна Скаллі  |               |               | Чарльз Скаллі | Чарльз Скаллі | Чарльз Скаллі | Чарльз Скаллі | Чарльз Скаллі | Чарльз Скаллі |  |  | Фокс Малдер | Фокс Малдер | Фокс Малдер | Фокс Малдер | Фокс Малдер | Фокс Малдер |  |  |  |  |  |  |  |  |  |  |  |  |  |  |  |  |  |  |  |  |  |  |  |  |  |  |  |  |
|                 |                 |                 |                 | Білл Скаллі     | Білл Скаллі     | Білл Скаллі | Білл Скаллі | Білл Скаллі       | Білл Скаллі       |                   |                   | Мелісса Скаллі †  | Мелісса Скаллі †  | Мелісса Скаллі † | Мелісса Скаллі † | Мелісса Скаллі † | Мелісса Скаллі † |             |             | Дейна Скаллі | Дейна Скаллі | Дейна Скаллі | Дейна Скаллі | Дейна Скаллі  | Дейна Скаллі  |               |               | Чарльз Скаллі | Чарльз Скаллі | Чарльз Скаллі | Чарльз Скаллі | Чарльз Скаллі | Чарльз Скаллі |  |  | Фокс Малдер | Фокс Малдер | Фокс Малдер | Фокс Малдер | Фокс Малдер | Фокс Малдер |  |  |  |  |  |  |  |  |  |  |  |  |  |  |  |  |  |  |  |  |  |  |  |  |  |  |  |  |
|                 |                 |                 |                 |                 |                 |             |             |                   |                   |                   |                   |                   |                   |                  |                  |                  |                  |             |             |              |              |              |              |               |               |               |               |               |               |               |               |               |               |  |  |             |             |             |             |             |             |  |  |  |  |  |  |  |  |  |  |  |  |  |  |  |  |  |  |  |  |  |  |  |  |  |  |  |  |
|                 |                 |                 |                 |                 |                 |             |             |                   |                   |                   |                   |                   |                   |                  |                  | Емілі Сім †      | Емілі Сім †      | Емілі Сім † | Емілі Сім † | Емілі Сім †  | Емілі Сім †  |              |              | Вільям Скаллі | Вільям Скаллі | Вільям Скаллі | Вільям Скаллі | Вільям Скаллі | Вільям Скаллі |               |               |               |               |  |  |             |             |             |             |             |             |  |  |  |  |  |  |  |  |  |  |  |  |  |  |  |  |  |  |  |  |  |  |  |  |  |  |  |  |

## "Ефект Скаллі"

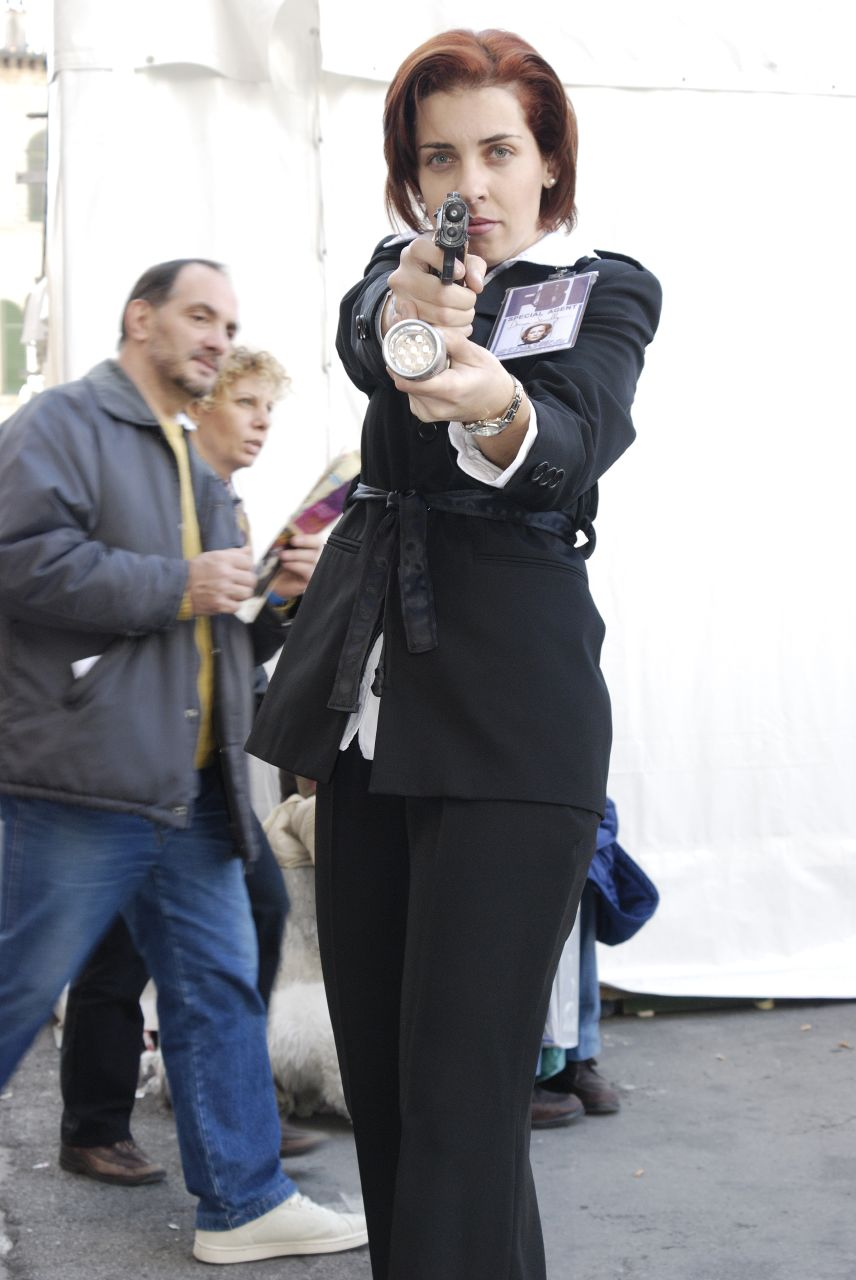
Фанатка косплеїть агентку Скаллі

Персонажка Скаллі викликала значне збільшення кількості жінок у науці, праві та медицині. Це явище названо «ефектом Скаллі», оскільки роль лікарки та спеціальної агентки ФБР надихнула багатьох молодих жінок на кар’єру в науці, медицині, інженерії та правоохоронних органах, що призвело до помітного збільшення кількості жінок у цих сферах.
Енн Саймон, професор біології та наукова консультантка серіалу згадує: «Я запитала перший курс «Біологія»: скільки з них пішли в науку під впливом від персонажки Скаллі з «Секретних матеріалів», і половина людей в аудиторії піднялася. Це дуже багато! Це означало, що шоу справляло ефект".  "Ефект Скаллі" залишається предметом академічного дослідження.

## Нагороди
Джилліан Андерсон удостоєна безлічі нагород за образ «Спеціального агента Скаллі», створюваний нею протягом дев'яти сезонів від запуску X-Files, в тому числі отримала «Еммі» як найкраща акторка в драматичному серіалі (1997), «Золотий глобус» за найкращу жіночу роль в телевізійній драмі (1997) і дві премії Гільдії кіноакторів США за найкращу жіночу роль у драматичному серіалі (1996 і 1997).